# Enae Volare Mezzo
«Enae Volare Mezzo» es el tercer sencillo publicado por Era extraído del álbum Era.
Otra versión de este tema (Enae Volare) apareció como parte de la banda sonora de la película Les Visiteurs, y aparecería más tarde en el álbum The Mass.

## Listado
- CD sencillo

1. «Original version» — 3:45
2. «Cathar Rhythm» — 3:17

- CD maxi sencillo

1. «Remix» — 3:47
2. «Enae Volare» — 3:07
3. «Original version» — 4:25

- Datos: Q5832233